# Lacovie
La lacovie est un monstre marin géant dont le dos est recouvert de sable semblable à celui du rivage de la mer, lui donnant l'apparence d'une île ensablée. 

## Description
La lacovie est décrite dans le folklore oriental. Sa taille est immense et elle ressemble en tout point à une île. Les navigateurs fatigués la confondent si bien avec un banc de sable qu'ils y amarrent leur bateau, y plantent des pieux et y font du feu pour préparer leur repas. Sous l'effet de la chaleur, la lacovie se réveille et plonge au fond de la mer au terme de son sommeil millénaire, entraînant les navires et leurs équipages avec elle.
La lacovie est censée se nourrir en attirant les poissons vers elle grâce à un parfum doux et subtil. Elle les avale lorsque sa gueule est remplie. Elle peut être rapprochée de la tortue fabuleuse Aspidochélon.
La légende de cet animal a pu être inspirée par des phénomènes naturels comme le tsunami.